# Mathurin Kameni
Mathurin Kameni (Douala, 4 febbraio 1978) è un ex calciatore camerunese, di ruolo portiere.

## Carriera

### Club
A livello di club ha iniziato a giocare per il Cotonsport Garoua nel 2001, dove è rimasto fino al 2004. Trasferitosi al Racing Bafoussam, passa lì solamente mezza stagione prima di andare a giocare per gli egiziani dell'Haras El-Hodood con cui resta fino al 2010, anno in cui annuncia il ritiro.

### Nazionale
Ha giocato una sola partita in Nazionale camerunese. Ha fatto parte dei convocati per la Coppa delle nazioni africane 2004 in Tunisia, senza però mai scendere in campo.

## Palmarès

### Club

#### Competizioni nazionali
- Campionato camerunese: 3

Cotonsport Garoua: 2001, 2003, 2004
- Coppa del Camerun: 2

Cotonsport Garoua: 2003, 2004